# Fatai Adeyemo
Fatai Adeyemo (* 26. Oktober 1961) ist ein ehemaliger nigerianischer Tischtennisspieler mit internationaler Karriere in den 1980er und 1990er Jahren. Bei afrikanischen Kontinentalturnieren gewann er mehrere Medaillen, zudem nahm er an fünf Weltmeisterschaften sowie an den Olympischen Spielen 1988 teil.

## Werdegang
Bei Afrikameisterschaften erreichte Fatai Adeyemo 1985, 1988 und 1994 jeweils im Einzel das Halbfinale, mit der nigerianischen Mannschaft holte er jedes Mal Gold. 1994 wurde er Afrikameister im Doppel mit Segun Toriola. 1988 wurde er Zweiter im Doppel mit Yomi Bankole und im Mixed mit Kehinde Okenla. Auch 1994 stand er im Mixed-Endspiel mit Abiola Olawunmi Odumosu. Erfolgreich war er auch bei African Games. Hier siegte er 1991, 1995 und 1999 mit der Mannschaft; 1987 und 1991 erreichte er im Doppel mit Sule Olaleye das Endspiel, 1995 siegte er im Doppel mit Segun Toriola.
Von 1985 bis 1999 wurde Fatai Adeyemo fünfmal für Weltmeisterschaften nominiert, kam dabei jedoch nie in die Nähe von Medaillenrängen. 1988 qualifizierte er sich für die Teilnahme am Doppelwettbewerb der Olympischen Spiele. Hier gelang ihm mit seinem Partner Yomi Bankole in den Gruppenspielen bei sechs Niederlagen lediglich ein Sieg gegen die Brasilianer Carlos Kawai/Cláudio Kano, womit die Hauptrunde verpasst wurde.
In der ITTF-Weltrangliste wurde Fatai Adeyemo Mitte 1987 auf Platz 103 geführt.